# Jon Edwards
Pour les articles homonymes, voir Edwards.
Jonathan Edwards (né le 8 janvier 1988 à Chicago, Illinois, États-Unis) est un lanceur de relève droitier qui a joué en Ligue majeure de baseball de 2014 à 2019.

## Carrière
Jon Edwards est repêché par les Cardinals de Saint-Louis au 14e tour de sélection en 2006. À l'origine un joueur de champ extérieur, il passe 5 saisons (de 2006 à 2010) en ligues mineures dans l'organisation des Cardinals, ne frappant que pour ,240 de moyenne au bâton en 304 parties jouées. Sans contrat, il joue brièvement en 2011 pour les Colts de San Angelo de la North American League, une ligue indépendante de baseball. Peu confiant d'avoir des chances d'atteindre les majeures, Edwards tente sa chance comme lanceur plus tard en 2011 avec un autre club indépendant, les Cowboys d'Alpine, dans la Pecos League, où il ne touche qu'un maigre salaire hebdomadaire de 50 dollars. À la recommandation d'un de leurs dépisteurs, les Rangers du Texas de la Ligue majeure de baseball offrent à Edwards un contrat, qu'il accepte en décembre 2011. Assigné au plus bas échelon des ligues mineures, Edwards fait rapidement son chemin dans le réseau de clubs-écoles des Rangers et passe au niveau Triple-A en 2014.
Lanceur de relève droitier, Jon Edwards fait à 26 ans ses débuts dans le baseball majeur avec les Rangers du Texas le 15 août 2014, lançant deux tiers de manche et enregistrant son premier retrait sur des prises aux dépens d'Erick Aybar des Angels de Los Angeles. Il est le premier ancien joueur de la Pecos League, une ligue indépendante créée en 2010, à atteindre le baseball majeur.
Après 11 matchs joués pour les Rangers en 2015, il termine la saison avec les Padres de San Diego. Il y est échangé en août 2015 lorsqu'il est le joueur à être nommé plus tard dans le transfert de Will Venable au Texas.